# Cụm Trường Sa
Cụm Trường Sa là một tập hợp các thực thể địa lý theo cách phân chia của Việt Nam nằm dàn trải theo chiều ngang từ tây sang đông ở phía nam của các cụm Nam Yết, cụm Sinh Tồn và phía bắc của cụm Thám Hiểm, chủ yếu giữa hai vĩ tuyến 8° Bắc và 9° Bắc. Cụm này chỉ có một đảo san hô là đảo Trường Sa (còn gọi là Trường Sa Lớn), còn lại đều là rạn thường nói chung và rạn vòng nói riêng như đá Tây, đá Tiên Nữ, đảo Phan Vinh, đảo Trường Sa Đông...
Bốn thực thể theo thứ tự từ tây sang đông gồm đá Tây, đảo Trường Sa Đông, đá Đông và đá Châu Viên cấu thành khái niệm cụm Luân Đôn (tiếng Anh: London Reefs; tiếng Trung: 尹庆群礁; Hán-Việt: Doãn Khánh quần tiêu) theo tài liệu hàng hải quốc tế.

## Danh sách các thực thể địa lý thuộc Cụm Trường Sa

### Các thực thể do Việt Nam quản lý
| STT | Tên đảo/đá     | Ghi chú | Năm chiếm đóng                                                                                   | Diện tích | Tọa độ                                          | Ảnh vệ tinh |
| --- | -------------- | --- | ------------------------------------------------------------------------------------------------ | --------- | ----------------------------------------------- | ----------- |
| 1   | Đá Lát         | cách cảng Cam Ranh (Khánh Hòa) khoảng 450 km, cách đảo Trường Sa về phía tây khoảng 25 km. | 5 tháng 2, 1988                                                                                  | 55 ha     | 8°39′57″B 111°40′36″Đ / 8,66583°B 111,67667°Đ   | không khung |
| 2   | Trường Sa      | nằm cách Cam Ranh khoảng 254 hải lý (470,4 km) và cách Vũng Tàu hơn 500 km theo đường biển | Việt Nam Cộng hòa đóng quân: tháng 2, 1974 Việt Nam Dân chủ Cộng hòa tiếp quản: 29 tháng 4, 1975 | 36,5 ha   | 8°38′41″B 111°55′12″Đ / 8,64472°B 111,92°Đ      | không khung |
| 3   | Đá Tây         | cách đảo Trường Sa 19,5 hải lý (36 km) về phía đông bắc | 2 tháng 12, 1987                                                                                 | 11 ha     | 8°51′00″B 112°12′00″Đ / 8,85°B 112,2°Đ          | không khung |
| 4   | Trường Sa Đông | cách đá Tây khoảng 6 hải lý (11 km) về phía đông bắc và cách đá Đông khoảng 12,7 hải lý (23,5 km) về phía tây-tây bắc, cách Cam Ranh, Khánh Hòa khoảng 260 hải lý.                              | 4 tháng 4, 1978                                                                                  | 26 ha     | 8°56′06″B 112°20′54″Đ / 8,935°B 112,348333°Đ    | không khung |
| 5   | Đá Đông        | cách cảng Cam Ranh (Khánh Hòa) khoảng 450 km, cách đảo Trường Sa khoảng 75 km về phía đông bắc.                                                                                                 | 19 tháng 2, 1988                                                                                 |           | 8°49′42″B 112°35′48″Đ / 8,828333°B 112,596667°Đ | không khung |
| 6   | Phan Vinh      | cách đá Đông 110 km về phía đông, cách đá Tốc Tan khoảng 14,5 hải lý (27 km) về phía tây bắc.                                                                                                   | 30 tháng 3, 1978                                                                                 | 115 ha    | 8°58′31″B 113°42′31″Đ / 8,97528°B 113,70861°Đ   | không khung |
| 7   | Tốc Tan        | Cách đảo Phan Vinh khoảng 27 km về phía đông nam, cách đá Núi Le khoảng 11 km về phía tây bắc                                                                                                   | 27 tháng 2, 1988                                                                                 | 4.5 ha    | 8°48′42″B 113°59′0″Đ / 8,81167°B 113,98333°Đ    | không khung |
| 8   | Núi Le         | cách đá Tốc Tan 11 km về phía đông nam, cách đảo Phan Vinh khoảng 57 km về phía đông nam. | 28 tháng 2, 1988                                                                                 | 6.5 ha    | 8°42′36″B 114°11′6″Đ / 8,71°B 114,185°Đ         | không khung |
| 9   | Tiên Nữ        | nằm cách cụm Sinh Tồn 100 km về phía nam, cách đảo Trường Sa 162 hải lý (300 km) về phía đông, cách thực thể gần nhất mà Việt Nam quản lý là đá Núi Le 27 hải lý (50 km) về phía đông-đông bắc. | 25 tháng 1, 1988                                                                                 | 57.5 ha   | 8°51′18″B 114°39′18″Đ / 8,855°B 114,655°Đ       | không khung |

### Các thực thể do Trung Quốc quản lý
| Tên          | Tên nước ngoài | Năm chiếm đóng      | Diện tích | Tọa Độ                                          | Ảnh vệ tinh |
| ------------ | --- | ------------------- | --------- | ----------------------------------------------- | ----------- |
| Đá Châu Viên | Tiếng Anh: Cuarteron Reef, tiếng Trung: 华阳礁 (bính âm: Huáyáng jiāo, Hán-Việt: Hoa Dương tiêu) Tiếng Filipino: Calderon | 18 tháng 2 năm 1988 | 23 ha     | 8°53′00″B 112°51′05″Đ / 8,883333°B 112,851389°Đ |             |

### Các thực thể chưa bị chiếm đóng
| Tên        | Tên nước ngoài                                                                                             | Tọa Độ                                          | Ảnh vệ tinh |
| ---------- | --- | ----------------------------------------------- | ----------- |
| Đá Núi Mon | Tiếng Anh: Bittern Reef hoặc Maralie Reef; tiếng Trung: 石盘仔; bính âm: Shípánzǐ (Hán-Việt: Thạch Bàn Tử) | 8°53′00″B 112°51′05″Đ / 8,883333°B 112,851389°Đ |             |